# Chiesa di San Lorenzo (Monterotondo Marittimo)
La chiesa di San Lorenzo è un edificio sacro situato a Monterotondo Marittimo, nella provincia di Grosseto, in Toscana.

## Descrizione
Alcuni paramenti regolari di alberese rivelano la sua origine medievale, ma l'aspetto odierno fa presumere una ristrutturazione cinque-seicentesca. 

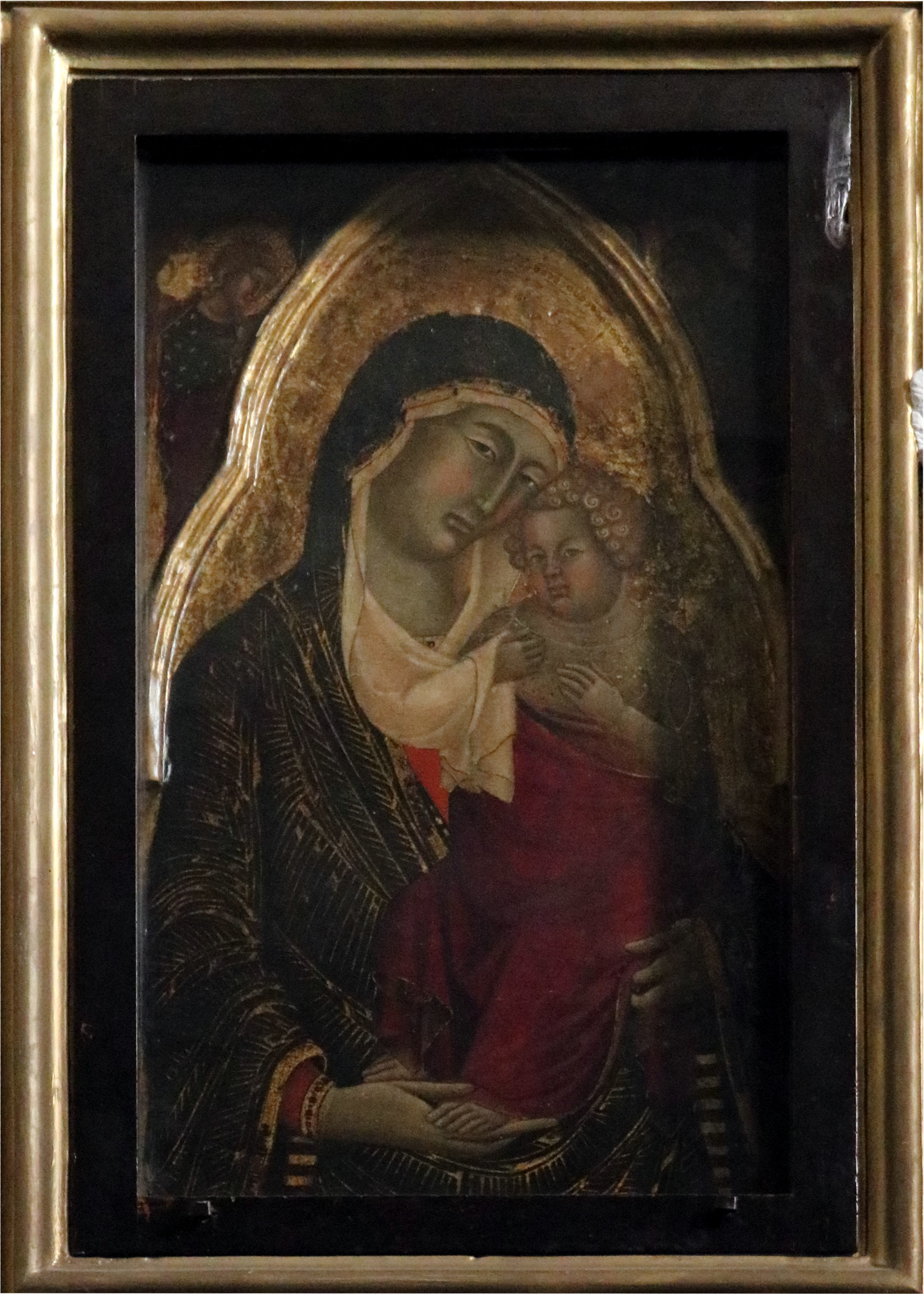
Madonna delle Grazie di Niccolò di Segna, sec. XIV

La facciata a capanna è intonacata, ed è animata dal portale in pietra. L'interno è a navata unica, con corto transetto e la cappella della Misericordia sulla sinistra. La volta è a sesto ribassato, con lunette che si raccordano con lesene di ordine ionico.
Una tavola con la Madonna col Bambino in trono e angeli è opera di un maestro primocinquecentesco noto col nome convenzionale di Maestro di Monterotondo Marittimo o di Pomarance. Una tela della prima metà del XIX secolo di autore ancora non identificato raffigura le Esequie di una fanciulla alla presenza dei confratelli della Misericordia.